# ألين دي. كاندلر
ألين دي. كاندلر هو أمين الأرشيف وسياسي أمريكي، ولد في 4 نوفمبر 1834 في مقاطعة لومبكن في الولايات المتحدة، وتوفي في 26 أكتوبر 1910 في أتلانتا في الولايات المتحدة. نشط حزبياً في الحزب الديمقراطي. وقد انتخب حاكم جورجيا ‏ وانتخب عضو مجلس نواب جورجيا ‏ وانتخب عضو مجلس النواب الأمريكي.